# Schwand im Innkreis
Schwand im Innkreis – miejscowość i gmina w Austrii, w kraju związkowym Górna Austria, w powiecie Braunau am Inn. Liczy 896 mieszkańców.